# Charles Wright Mills
Charles Wright Mills, ameriški sociolog, * 28. avgust 1916, Waco, Texas, ZDA,  † 20. marec 1962, Nyack, New York, ZDA.
Mills je bil ameriški sociolog in profesor sociologije na Univerzi Columbia v New Yorku od leta 1946 do smrti leta 1962. Skupaj s Hansom H. Gerthom je uporabljal in populariziral teorijo Maxa Webra v Združenih državah Amerike. Uporabljal je tudi sociološke teorije Karla Manheima o političnem vedenju in obnašanju intelektualcev. Mills je verjel, da bi morali sociologi za želene družbene spremembe uporabiti več svojega znanja. 

## Otroštvo (1916-1934)
Charles Wright Mills se je rodil 28. avgusta leta 1916 v mestu Waco v [Texas|Teksasu]]. Tam je živel do svojega triindvajsetega leta. Njegov oče, Charles Grover Mills, je bil zavarovalniški agent, njegova mati, Frances Wright Mills pa gospodinja. Maturiral je leta 1934 na Dallas Technical High School. 

### Študijska leta (1935-1942)
Sprva se je vpisal na tehnični Univerzi A&M, a jo je po prvem letu zapustil in nato leta 1939 na Univerzi Texas v Austinu prejel diplomo iz sociologije in magisterij iz filozofije. V času študija je že objavljal v American Sociological Review in  American Journal of Sociology, dveh glavnih socioloških revijah v ZDA.
V tistem času je spoznal tudi svojo prvo ženo Dorothy Helen Smith in profesorja sociologije na Teksaški univerzi Hansa Gertha. Doktorat iz sociologije je prejel leta 1941 na Univerzi Wisconsin. Istega leta je zapustil omenjeno univerzo in zasedel katedro za socilogijo na Univerzi Maryland, College Park. Prva hčerka se mu je rodila leta 1943.

## Delo (1942-1956)
Na univerzi v Marylandu je delal med letoma 1941 in 1945. V tem času se je povečala njegovo zanimanje za ameriško politiko. V času druge svetovne vojne se je spoprijateljil z zgodovinarji Richardom Hofstanderjem, Frankom Freidlom in Kenom Stamppom. Ti štirje znanstveniki so razglabljali o mnogih temah in vsak izmed njih je pisal o mnogih težavah povezanih z vojno in vplivom vojne na ameriško družbo.
Po koncu vojne se je Mills posvetil pisanju socioloških člankov, ki jih je objavljal v revijah, kot so The New Republic, The New Leader in Politics.
Leta 1945 se je preselil v New York, kjer je dobil mesto pri raziskavi inštitutu Bureau of Applied Social Research Univerze Columbia. Leta 1946 je bil izbran za asistenta na sociološkem oddelku na Univerzi Columbia. Guggeneheimova fundacija mu je dala 2500 ameriških dolarjev štipendije za raziskavo v letu 1946. Tam je promoviral idejo, da sociologi ne smejo biti zgolj nezainteresirani opazovalci vpleteni v raziskavo. Zaskrbljen je bil nad moralo svojih kolegov, saj naj bi omogočili ljudem, katerim so manjkale potrebne kvalifikacije priti na vodilna mesta. Leta 1947 sta se z Dorothy ločila. V času dela na Univerzi Columbia je napisal knjigo Beli ovratniki (White Collar), ki je izšla leta 1951. Leta 1947 se je poročil z Ruth Harper, s katero je sodeloval pri knjigah  Nova elita: sindikalni voditelji v ZDA (The New Men of Power: America's Labor Leaders, 1948), Beli ovratniki (1951) in Elita oblasti (The Power Elite, 1956).
Leta 1949 se je odpravil v Chicago, kjer je bil na Univerzi v Chicagu en semester gostujoči profesor. Leta 1953 je skupaj s Hansom Gerthom izdal svoje drugo delo Karakter v družbeni strukturi (Character and Social Structure: The Psychology of Social Institutions). Druga hčerka se je Millsu rodila julija 1955. Kmalu se je vrnil na Univerzo Columbia, kjer je bil 1. julija 1956 povišan v izrednega profesorja sociologije. Leta 1956-57 se je družina preselila v København, kjer je predaval na tamkajšnji univerzi.

## Kasnejša leta in smrt (1958-1962)
Leta 1959 se je poročil še v tretje, tokrat z ameriško umetnico Yaroslavo Surmachovo in se vrnil v Rockland County, New York. Iz tega zakona se jima je leta 1960 rodil sin. Avgusta 1960 je čas preživljal na Kubi, kjer je intervjuval Fidela Castra za svoj spis Listen, Yankee. Castro je zatrjeval, da je prebral Millsovo delo Elita oblasti. 
Mills je bil znan kot človek, ki se mu je vedno mudilo, poleg tega pa je bil zelo bojevit. Vedno je delal hitro in zelo učinkovito. Irving Louis Horowitz, ki je napisal njegovo biografijo, to povezuje z dejstvom, da se je zaradi bolezni na srcu zavedal, da lahko vsak čas umre. Opisal ga je tudi kot moža, ki ves čas išče svojo usodo. Celo življenje je trpel zaradi srčnih napadov. Zaradi četrtega je 20. marca 1962 umrl.
C. Wright Mills je bil pod močnim vplivom pragmatizma, predvsem pod vplivom del Georga Meada, Johna Deweya, Charlesa Sanders Peirca in Williama Jamesa. 
Millsovi pogledi na družbeno strukturo so zelo podobni Webrovim. Mills se je zavedal vsesplošnega vpliva marksizma. Bil je mnenja, da je postal nujno orodje za vse sociologe, ki se morajo o marksizmu izobraziti. Posledično je bil vsak poznejši vpliv marksizma, po Wrightovem mnenju,  rezultat ustrezne izobrazbe, ki so jo sociologi pridobili.
Mills je tako kot Weber raziskoval problematičen odnos med posameznikom in družbo kot celoto, poleg tega pa jedro njegovega dela prav tako posveča utemeljitvam. Oba sta verjela, da so utemeljitve praktična uporaba znanja, ki vodijo k želenemu zaključku. Utemeljevanje je tudi edini način za nadzorovanje birokracije in možnost za povečanje pomena delavstva v družbi, pravi Mills. 
Millsovo delo je tudi pod vplivom neofreudizma. Preden je Mills postal sociolog je bil zelo zavzet študent filozofije. Od tod tudi izvira njegova vizija o temeljni enakopravni demokraciji.
Millsovo delo se je močno oddaljilo od Webrovih razlikovanj med različnimi vplivi razreda, statusa in moči v družbi in razdvojenostjo sistema in politike. Analize velikega dela ameriške družbe so vidne v delih Novi možje moči (1948), Beli ovratniki (1951), o ameriškem srednjem razredu, in njegovem najbolj znanem delu Elita oblasti (1956). V njem je elito postavil voditelje iz poslovnega sveta, politike in vojske, katerih odločitve in dejanja imajo drastične posledice na družbo.
Med njegova dela spadajo tudi Karakter v družbeni strukturi  (1953; skupaj z  H.H. Gerth) in Sociološka imaginacija (The Sociological Imagination, 1959). Pri slednji gre za kritično ovrednotev statusa sociologije v tedanji družbi in predlog primernih družbenih razmerij. Članke je objavljal v znanih revijah. Millsa so zanimale odgovornosti intelektualcev v družbi po drugi svetovni vojni. V Millsovi biografiji, ki je napisal Daniel Geary, je omenjeno, da so imela Millsova dela močan vpliv na ameriško Novo levico (New Left) v šestdesetih v ZDA. Mills je tudi populariziral pojem New Left v Združenih državah Amerike v letu 1960 v javnem pismu, Letter to the New Left. Marksisti (The Marxists) je zadnja knjiga, ki je izdal v času svojega življenja.
Dobra, a kontroverzna intelektualna biografija se nahaja v knjigi C. Wright Mills, an American Utopian' (1983), ki jo je napisal ameriški sociolog Irving Louis Horowitz. Njegov oseben pogled pa je prikazan v delu C. Wright Mills: Pisma in avtobiografska pisanja - C. Wright Mills: Letters and Autobiographical Writings (2000), ki sta ga uredili njegovi hčerki Kathryn in Pamela Mills.

### Najpomembnejša dela in bistvene ideje v njih

#### The New Men of Power
The New Men of Power: America's Labor Leaders (1948) analizira t. i. »delavsko metafiziko«. Gre za tradicionalno prepričanje, da upori in stavke delavskega razreda vodijo k zvišanju javne ozaveščenosti o problemih. Mills se je osredotočil tudi na dinamiko sodelovanja med sindikati delavcev in lastniki kapitala. Zaključi z ugotovitvijo, da so predstavniki v sindikatih zadovoljni z že zelo majhnimi popuščanji lastnikov, saj v kapitalizmu predstavljajo isti sloj prebivalstva in se zato sploh ne borijo za pravice delavcev. 

#### White Collar
V delu Beli ovratniki: ameriški srednji razred (1951) se Mills osredotoči na problem, da  birokracija bogati na račun  zatiranja delavskega razreda. Birokraciji očita tudi, da delavstvo spreminja v brezčustvene robote in jim odtujujejo pravico do sprememb. V delu je vključena tudi diskusija o »tipičnem Američanu« in njegovem položaju skozi ameriško zgodovino.

#### The Power Elite
Elita oblasti (1956) opisuje odnose med 1) politično, 2). vojaško in 3). ekonomsko elito v Ameriki. Ugotovil je, da imajo predstavniki omenjenih slojev skupen pogled na svet in značilnosti:
- »vojaška metafizika«: vojaška razlaga realnosti;
- med seboj se hitro prepoznajo in ločijo od ostale družbe;
- med vsemi tremi strukturami prehajajo brez težav, za razliko od ostalih ljudi v družbi, katerim je vstop v katero izmed elit, brez poznanstev skoraj onemogočen;
- dodajanje novih ljudi v elito, poteka na podlagi vez in poznanstev in gre za »kloniranje« samih sebe;
- med elitami je sklenjenih mnogo zavezništev. Predstavnike vseh treh elit ne bi smeli obravnavati ločeno, npr. ko politika financira vojaške operacije je zadoščeno tako interesom ekonomske kot vojaške elite. General je lahko tudi član nadzornega odbora velike koroporacije.[4]

#### The Sociological Imagination
Sociološka imaginacija (1959) prikazuje miselnost (sociološko imaginacijo), da bi povezali osebne izkušnje in socialna razmerja. Po Millsu so tri komponente, ki tvorijo sociološko imaginacijo:
- zgodovina (kako je nastala družba in kako se spreminja);
- življenje in karakter posameznika (karakter posameznika in posledična družbena okolja v katerih se osebek giblje);
- družbena struktura (kako delujejo posamezne inštitucije v družbi, katere so dominantne in kako delujejo kot celota).

Po mnenju Millsa omogoča sociološka imaginacija, da vidimo izven našega ožjega okolja vsakdanjosti in poskusimo razumeti družbene pojave kot celoto ter njihov vpliv na življenje posameznikov. V knjigi kritizira tudi teorijo ameriškega sociologa in vodilnega predstavnika funkcionalizma v socilogiji Talcotta Parsonsa, za katero je menil, da je v praksi idealistična in nerealna. Boril se je tudi proti prekomerni uporabi statistike. Po Millsovem mnenju si lahko velike statistične raziskave privošči zgolj bogata birokracija, kar bi sčasoma vodilo do skorumpiranosti akademij.

#### The Marxists
Marksisti je bila zadnja Wrightova knjiga izdana v času njegovega življenja. Gre za znamenito delo, predvsem zaradi nasprotovanja prevladujočim trendom v ameriški sociologiji in zaradi opaznega političnega in intelektualnega razvoja avtorja. V njej razpravlja o tem, da je bil liberalizem včasih zelo pomembnem, nato pa se je njegova doba iztekla in je začel služiti zgolj kot retorično sredstvo, ki ga uporablja družbena elita. S tem delom se ob bok postavi marksistom. V delu je tudi znanstvena debata, v kateri natančno predstavi svoje ideje in stališča do marksizma.

### Seznam del v angleščini
- Mills, C. Wright, H.H. Gerth, C. Wright Mills. 1946. ’’From Max Weber: Essays in Sociology’’. Oxford University Press.
- Mills, C. Wright. 1956. ’’The Power Elite’’. Oxford University Press.
- Mills, C. Wright. 1956. ’’White Collar: The American Middle Classes’’. Oxford University Press.
- Mills, C. Wright, Amitai Etzioni. 1959. ’’The Sociological Imagination’’. Oxford University Press.
- Mills, C. Wright. 1960. ’’Images of Man: The Classic Tradition in Sociological Thinking’’. George Braziller.
- Mills, C. Wright. 1960. ’’Listen, Yankee: The Revolution in Cuba’’. Balantine Books.
- Mills, C. Wright. 1962. ’’The Marxists’’.  Penguin Books.
- Mills, C. Wright. 1966. ’’Sociology and Pragmatism: The Higher Learning in America’’. Oxford University Press.
- Mills, C. Wright. 1971. ’’The New Men of Power; America's Labor Leaders’’. A.M. Kelley.
- Mills, C. Wright. 1976. ’’Causes of World War Three’’. Simon and Schuster.
- Mills, C. Wright. 1993. ’’The Middle Classes in Middle-Sized Cities: The Stratification and Political Position of Small Business’’. Irvington Publishers.

### Prevedeno v slovenščino
- Mills, C. Wright. Prevedla Orešnik, J. in Slivnik, F. 1965. ’’Elita oblasti’’. Ljubljana : Državna založba Slovenije. []

## Priznanja in nagrade
Mills je bil nominiran za Ameriško državno književno nagrado za stvarno literaturo.
The Society for the Study of Social Problems|Združenje za študije socialnih problemov (The Society for the Study of Social Problems) je uvedlo nagrado Millsovo nagrado leta 1964. Podeljujejo jo avtorju najboljše sociološke knjige, v kateri prikazuje posameznika in družbo ter sledi Millsovi tradiciji.